# Japan Cup 2018
La 27.ª edición de la Japan Cup se celebró el 21 de octubre de 2018 sobre una distancia de 144,2 kilómetros con inicio y final en Utsunomiya en Japón.
La carrera formó parte del UCI Asia Tour 2018 como competencia de categoría 1.HC siendo la última competición de este circuito para la temporada 2018. El australiano Robert Power del Mitchelton-Scott logró la victoria y lo acompañaron en el podio, como segundo y tercer clasificado respectivamente, el neerlandés Antwan Tolhoek del LottoNL-Jumbo y el danés Matti Breschel del EF Education First-Drapac.

## Recorrido
La Japan Cup dispuso de un recorrido total de 144,2 kilómetros dando 14 vueltas a un circuito de 10,3 km en Utsunomiya.

## Equipos participantes
Tomaron parte en la carrera un total de 21 equipos, de los cuales 5 son equipos UCI WorldTour, 3 equipos de categoría Profesional Continental, 12 Continentales y la selección de Japón, quienes conformaron un pelotón de 123 ciclistas de los cuales terminaron 69. Los equipos participantes son:
| WorldTeams (5)- BMC Racing Team - EF Education First-Drapac p/b Cannondale - Lotto NL-Jumbo - Mitchelton-Scott - Trek-Segafredo Equipos continentales profesionales (3)- Nippo-Vini Fantini-Europa Ovini - Team Novo Nordisk - Wilier Triestina-Selle Italia Equipos continentales (12)- 7 Eleven-Cliqq Roadbike Philippines - Australian Cycling Academy-Ride Sunshine Coast - Brisbane Continental - Kinan Cycling Team - Ljubljana Gusto Xaurum - Team Ukyo - Terengganu Cycling Team - Thailand Continental - Utsunomiya Blitzen - Matrix Powertag - Shimano Racing Team - Nasu Blasen Equipo nacional- Japón |
| |

## Clasificación final
Las clasificaciones finalizaron de la siguiente forma:
| \| Clasificación general \| Clasificación general \| Clasificación general \| Clasificación general \| Clasificación general \| \| Ciclista \| Ciclista \| Equipo \| Tiempo \| \| \| --------------------- \| --------------------- \| ------------------------------- \| --------------------- \| --------------------- \| \| 1.º \| Robert Power \| Mitchelton-Scott \| 3 h 44 min 00 s \| \| \| 2.º \| Antwan Tolhoek \| LottoNL-Jumbo \| + 0 s \| \| \| 3.º \| Matti Breschel \| EF Education First-Drapac \| + 40 s \| \| \| 4.º \| Nicolas Roche \| BMC Racing Team \| + 40 s \| \| \| 5.º \| Ivan Santaromita \| Nippo-Vini Fantini-Europa Ovini \| + 42 s \| \| \| 6.º \| Marco Canola \| Nippo-Vini Fantini-Europa Ovini \| + 2 min 02 s \| \| \| 7.º \| Robert Gesink \| LottoNL-Jumbo \| + 2 min 07 s \| \| \| 8.º \| Robert Stannard \| Mitchelton-Scott \| + 2 min 26 s \| \| \| 9.º \| Koen De Kort \| Trek-Segafredo \| + 2 min 26 s \| \| \| 10.º \| Robbie Hucker \| Team Ukyo \| + 2 min 26 s \| \| |                  |                                 |                 |
| |                  |                                 |                 |
| Fuente: ProCyclingStats |                  |                                 |                 |
| Clasificación general |                  |                                 |                 |
| Ciclista | Ciclista         | Equipo                          | Tiempo          |
| 1.º | Robert Power     | Mitchelton-Scott                | 3 h 44 min 00 s |
| 2.º | Antwan Tolhoek   | LottoNL-Jumbo                   | + 0 s           |
| 3.º | Matti Breschel   | EF Education First-Drapac       | + 40 s          |
| 4.º | Nicolas Roche    | BMC Racing Team                 | + 40 s          |
| 5.º | Ivan Santaromita | Nippo-Vini Fantini-Europa Ovini | + 42 s          |
| 6.º | Marco Canola     | Nippo-Vini Fantini-Europa Ovini | + 2 min 02 s    |
| 7.º | Robert Gesink    | LottoNL-Jumbo                   | + 2 min 07 s    |
| 8.º | Robert Stannard  | Mitchelton-Scott                | + 2 min 26 s    |
| 9.º | Koen De Kort     | Trek-Segafredo                  | + 2 min 26 s    |
| 10.º | Robbie Hucker    | Team Ukyo                       | + 2 min 26 s    |

## UCI World Ranking
La Japan Cup otorga puntos para el UCI Asia Tour 2018 y el UCI World Ranking, este último para corredores de los equipos en las categorías UCI WorldTeam, Profesional Continental y Continentales. La siguiente tabla muestra el baremo de puntuación y los 10 corredores que obtuvieron puntos:
| Posición   | 1.º | 2.º | 3.º | 4.º | 5.º | 6.º | 7.º | 8.º | 9.º | 10.º | 11.º | 12.º | 13.º | 14.º | 15.º | 16.º-30.º | 31.º-40.º |
| Puntuación | 200 | 150 | 125 | 100 | 85  | 70  | 60  | 50  | 40  | 35   | 30   | 25   | 20   | 15   | 10   | 5         | 3         |

| 1.º  | Robert Power     | Mitchelton-Scott                | 200 |
| 2.º  | Antwan Tolhoek   | LottoNL-Jumbo                   | 150 |
| 3.º  | Matti Breschel   | EF Education First-Drapac       | 125 |
| 4.º  | Nicolas Roche    | BMC Racing                      | 100 |
| 5.º  | Ivan Santaromita | Nippo-Vini Fantini-Europa Ovini | 85  |
| 6.º  | Marco Canola     | Nippo-Vini Fantini-Europa Ovini | 70  |
| 7.º  | Robert Gesink    | LottoNL-Jumbo                   | 60  |
| 8.º  | Robert Stannard  | Mitchelton-Scott                | 50  |
| 9.º  | Koen De Kort     | Trek-Segafredo                  | 40  |
| 10.º | Robbie Hucker    | Ukyo                            | 35  |